# Äideistä parhain
Äideistä parhain (Título em português Minha Vida Sem Minhas Mães) é um filme finlandês lançado em 2005 e dirigido por Klaus Härö. O filme recebeu boas críticas na mídia finlandesa e foi baseado num romance de Heikki Hietamies.

## Sinopse
O ano é 1943 e a Finlândia, um país devastado pela guerra. Eero, um garoto de nove anos, perdeu o pai, soldado morto em combate. A mãe, Kirsti, não tem condições de mantê-lo e decide mandá-lo para a Suécia, na época considerado um país neutro e seguro. Durante a Segunda Guerra Mundial, mais de 70 mil crianças finlandesas foram enviadas para aquele país. Sozinho e sem entender a língua local, o menino é acolhido por uma nova família. No início, a relação com a mãe adotiva é hostil e problemática, mas, por força das circunstâncias, eles se aproximam. Quando a guerra termina, Kirsti quer recuperar o filho. Eero tem, então, que tomar uma difícil decisão: ficar com a mãe adotiva ou retornar para aquela que o abandonou?

## Elenco
- Topi Marjaniemi Eero Laine
- Esko Salminen Eero Laine adulto
- Marjaana Maijala Kirsi Lahti
- Aino-Maija Tikkanen Kirsi Lahti idosa
- Maria Lundqvist Signe Jönsson
- Michael Nyqvist Hjalmar Jönsson